# Afroinsectiphilia
Die Afroinsectiphilia sind ein systematisches Taxon innerhalb der Überordnung der Afrotheria, die wiederum zu den vier Hauptlinien innerhalb der Höheren Säugetiere gehören. Sie werden aus den Rüsselspringern (Macroscelidea), den Tenrekartigen (Afrosoricida) und dem Erdferkel (Tubulidentata) gebildet und stellen innerhalb der Afrotheria die Schwestergruppe der Paenungulata dar. Die Zusammensetzung der Afroinsectiphilia basiert auf molekulargenetischen Ergebnissen, weniger auf anatomischen oder morphologischen Gemeinsamkeiten. Die Gruppe ist sehr vielgestaltig und besteht aus zumeist kleinen bis mittelgroßen Tieren, die an eine grabende oder teils wasserbewohnende Lebensweise angepasst sind. Eingeführt wurde das Taxon im Jahr 2001 durch Peter J. Waddell und Forscherkollegen. Der Name bezieht sich auf die ausschließlich afrikanische Verbreitung der einzelnen Gruppen und ihre Bevorzugung von insektenhaltiger Nahrung (lateinisch insectum für „Insekt“ oder „Kerbtier“, abgeleitet aus insecare für „einschneiden“, und griechisch ϕίλος (philos) für „Freund“).
Die heutigen Mitglieder der Afroinsectiphilia wurden ursprünglich anderen Großgruppen innerhalb der Säugetiere zugeordnet. So standen die Tenrekartigen (damals noch getrennt in die Tenreks und Goldmulle) innerhalb der Insektenfresser in ihrer ursprünglicheren Definition (Lipotyphla). Die Rüsselspringer galten diesen teilweise in einer noch älteren Ansicht (Insectivora) als ebenfalls zugehörig, wurden dann aber zumeist unabhängig geführt oder mit den Nagern (Glires) gruppiert. Das Erdferkel wiederum fand anfänglich in der aus heutiger Sicht diversen und nicht einheitlichen Gruppe der Zahnlosen (Edentata) Platz, später wurde es als eigenständig angesehen mit nicht genau bekannten Verwandtschaftsverhältnissen. Bereits im Verlauf der 1980er und zu Beginn der 1990er Jahre ergaben Analysen von Strukturproteinen eine nähere Verwandtschaft des Erdferkels und der Rüsselspringer mit den Rüsseltieren (Proboscidea) und den Seekühen (Sirenia). Spätere molekulargenetische Untersuchungen bestätigten dies nicht nur, sondern führten auch zu einer Neuordnung der höheren Systematik der Höheren Säugetiere. So wurde im Jahr 1998 die Uneinheitlichkeit der damaligen Insektenfresser erkannt, da die Tenreks und Goldmulle ebenfalls näher mit originär afrikanischen Tieren verbunden waren als mit den eigentlichen Insektenfressern. Aus diesem Anlass vereinten Michael J. Stanhope und Forscherkollegen die beiden morphologisch recht verschiedenen Familien im gleichen Jahr zur Ordnung der Afrosoricida. Nur drei Jahre später nach weiteren genetischen Studien führte dies dann auch zur Aufstellung der Afroinsectiphilia durch Waddell und Kollegen.
Die Gruppe der Afroinsectiphilia setzt sich folgendermaßen zusammen:
- Afroinsectiphilia  Waddell, Kishino & Ota, 2001

- Ordnung Röhrenzähner (Tubulidentata Huxley, 1872)

- Afroinsectivora Waddell, Kishino & Ota, 2001

- Ordnung Rüsselspringer (Macroscelidea Butler, 1956)
- Ordnung Tenrekartige (Afrosoricida Stanhope, Waddell, Madsen, de Jong, Hedges, Cleven, Kao & Springer, 1998)

Den Analysen von Waddell und Forscherkollegen aus dem Jahr 2001 zufolge bilden die Afrosoricida und die Rüsselspringer eine gemeinsame Klade, die sie als Afroinsectivora (afrikanische Insektenfresser) bezeichneten, während das Erdferkel etwas weiter außerhalb steht. Die Ergebnisse konnten später reproduziert werden, etwa durch Matjaž Kuntner und Forscherkollegen im Jahr 2011. Die Verwandtschaft der Afroinsectiphilia wird diesen Studien zufolge durch folgendes Kladogramm verdeutlicht:
|             | Hyracoidea (Schliefer)                                                          |
|             |                                                                                 |
| Tethytheria | \| \| Sirenia (Seekühe) \| \| \| \| \| \| Proboscidea (Rüsseltiere) \| \| \| \| |
|             | \| \| Sirenia (Seekühe) \| \| \| \| \| \| Proboscidea (Rüsseltiere) \| \| \| \| |
|             | Sirenia (Seekühe)                                                               |
|             |                                                                                 |
|             | Proboscidea (Rüsseltiere)                                                       |
|             |                                                                                 |

|  | Sirenia (Seekühe)         |
|  |                           |
|  | Proboscidea (Rüsseltiere) |
|  |                           |

|                 | Tubulidentata (Erdferkel)                                                                                                |
|                 | |
| Afroinsectivora | \| \| Macroscelidea (Rüsselspringer) \| \| \| \| \| \| Afrosoricida (Tenreks, Otterspitzmäuse und Goldmulle) \| \| \| \| |
|                 | \| \| Macroscelidea (Rüsselspringer) \| \| \| \| \| \| Afrosoricida (Tenreks, Otterspitzmäuse und Goldmulle) \| \| \| \| |
|                 | Macroscelidea (Rüsselspringer)                                                                                           |
|                 | |
|                 | Afrosoricida (Tenreks, Otterspitzmäuse und Goldmulle)                                                                    |
|                 | |

|  | Macroscelidea (Rüsselspringer)                        |
|  |                                                       |
|  | Afrosoricida (Tenreks, Otterspitzmäuse und Goldmulle) |
|  |                                                       |

|             | Hyracoidea (Schliefer)                                                          |
|             |                                                                                 |
| Tethytheria | \| \| Sirenia (Seekühe) \| \| \| \| \| \| Proboscidea (Rüsseltiere) \| \| \| \| |
|             | \| \| Sirenia (Seekühe) \| \| \| \| \| \| Proboscidea (Rüsseltiere) \| \| \| \| |
|             | Sirenia (Seekühe)                                                               |
|             |                                                                                 |
|             | Proboscidea (Rüsseltiere)                                                       |
|             |                                                                                 |

|  | Sirenia (Seekühe)         |
|  |                           |
|  | Proboscidea (Rüsseltiere) |
|  |                           |

|                 | Tubulidentata (Erdferkel)                                                                                                |
|                 | |
| Afroinsectivora | \| \| Macroscelidea (Rüsselspringer) \| \| \| \| \| \| Afrosoricida (Tenreks, Otterspitzmäuse und Goldmulle) \| \| \| \| |
|                 | \| \| Macroscelidea (Rüsselspringer) \| \| \| \| \| \| Afrosoricida (Tenreks, Otterspitzmäuse und Goldmulle) \| \| \| \| |
|                 | Macroscelidea (Rüsselspringer)                                                                                           |
|                 | |
|                 | Afrosoricida (Tenreks, Otterspitzmäuse und Goldmulle)                                                                    |
|                 | |

|  | Macroscelidea (Rüsselspringer)                        |
|  |                                                       |
|  | Afrosoricida (Tenreks, Otterspitzmäuse und Goldmulle) |
|  |                                                       |

Die genaue inhaltliche Stellung der einzelnen Gruppen zueinander ist momentan je nach Untersuchung nicht einheitlich gegeben, da unter anderem in einigen molekulargenetischen Analysen das Erdferkel näher mit den Tenrekartigen verbunden ist, etwa beim Team um Hidenori Nishihara, dass seine Analysen im Jahr 2005 vorstellte. Daneben liegen aber auch andere Untersuchungen vor, die das Taxon Afroinsectiphilia nicht unterstützen, etwa bei Eric R. Seiffert 2007 und bei Michael Buckley 2013. In beiden Fällen ist das Erdferkel mit den Paenungulata verbunden – eine Konstellation, die als Pseudoungulata bezeichnet wird –, während die Rüsselspringer und die Tenrekartigen die Afroinsectivora bilden:
|             | Hyracoidea (Schliefer)                                                          |
|             |                                                                                 |
| Tethytheria | \| \| Proboscidea (Rüsseltiere) \| \| \| \| \| \| Sirenia (Seekühe) \| \| \| \| |
|             | \| \| Proboscidea (Rüsseltiere) \| \| \| \| \| \| Sirenia (Seekühe) \| \| \| \| |
|             | Proboscidea (Rüsseltiere)                                                       |
|             |                                                                                 |
|             | Sirenia (Seekühe)                                                               |
|             |                                                                                 |

|  | Proboscidea (Rüsseltiere) |
|  |                           |
|  | Sirenia (Seekühe)         |
|  |                           |

|             | Hyracoidea (Schliefer)                                                          |
|             |                                                                                 |
| Tethytheria | \| \| Proboscidea (Rüsseltiere) \| \| \| \| \| \| Sirenia (Seekühe) \| \| \| \| |
|             | \| \| Proboscidea (Rüsseltiere) \| \| \| \| \| \| Sirenia (Seekühe) \| \| \| \| |
|             | Proboscidea (Rüsseltiere)                                                       |
|             |                                                                                 |
|             | Sirenia (Seekühe)                                                               |
|             |                                                                                 |

|  | Proboscidea (Rüsseltiere) |
|  |                           |
|  | Sirenia (Seekühe)         |
|  |                           |

|  | Afrosoricida (Tenreks, Otterspitzmäuse und Goldmulle) |
|  |                                                       |
|  | Macroscelidea (Rüsselspringer)                        |
|  |                                                       |

|             | Hyracoidea (Schliefer)                                                          |
|             |                                                                                 |
| Tethytheria | \| \| Proboscidea (Rüsseltiere) \| \| \| \| \| \| Sirenia (Seekühe) \| \| \| \| |
|             | \| \| Proboscidea (Rüsseltiere) \| \| \| \| \| \| Sirenia (Seekühe) \| \| \| \| |
|             | Proboscidea (Rüsseltiere)                                                       |
|             |                                                                                 |
|             | Sirenia (Seekühe)                                                               |
|             |                                                                                 |

|  | Proboscidea (Rüsseltiere) |
|  |                           |
|  | Sirenia (Seekühe)         |
|  |                           |

|             | Hyracoidea (Schliefer)                                                          |
|             |                                                                                 |
| Tethytheria | \| \| Proboscidea (Rüsseltiere) \| \| \| \| \| \| Sirenia (Seekühe) \| \| \| \| |
|             | \| \| Proboscidea (Rüsseltiere) \| \| \| \| \| \| Sirenia (Seekühe) \| \| \| \| |
|             | Proboscidea (Rüsseltiere)                                                       |
|             |                                                                                 |
|             | Sirenia (Seekühe)                                                               |
|             |                                                                                 |

|  | Proboscidea (Rüsseltiere) |
|  |                           |
|  | Sirenia (Seekühe)         |
|  |                           |

|  | Afrosoricida (Tenreks, Otterspitzmäuse und Goldmulle) |
|  |                                                       |
|  | Macroscelidea (Rüsselspringer)                        |
|  |                                                       |

Die Vorfahren der heutigen Afroinsectiphilia lebten vor mehr als 75 Millionen Jahren während der Oberkreide, die ersten Fossilfunde sind aber deutlich jünger. So traten die Rüsselspringer in Afrika erstmals während des Unteren Eozäns vor rund 50 Millionen Jahren im nördlichen Teil des Kontinents in Erscheinung, die Tenrekartigen sind nach Entdeckungen aus dem Jahr 2015 nur wenig jünger, haben ihr erstes Auftreten aber im südlichen Teil Afrikas. Das Erdferkel dagegen ist erst im Miozän fossil nachweisbar.